# Slavičín (stacja kolejowa)
Slavičín – stacja kolejowa w Slavičínie, w kraju zlińskim, w Czechach. Jest stacją końcową linii z Uherské Hradiště. Znajduje się na wysokości 265 m n.p.m.
Na stacji istnieje możliwość zakupu biletów na wszystkiego rodzaju pociągi oraz rezerwacji miejsc. 

## Linie kolejowe
- 341 Staré Město u Uh.Hradiště - Vlárský průsmyk